# فاوست (فیلم ۲۰۱۱)
فاوست (به انگلیسی: Faust) فیلمی در ژانر درام به کارگردانی الکساندر سوکوروف است که در سال ۲۰۱۱ منتشر شد. از بازیگران آن می‌توان به هانا شیگولا اشاره کرد. این فیلم که در قرن نوزدهم رخ می‌دهد تعبیری آزاد از افسانه فاوست و اقتباس‌های ادبی آن توسط گوته و توماس مان است. دیالوگ‌های فیلم به زبان آلمانی است. فاوست در شصت و هشتمین جشنواره فیلم ونیز برندهٔ جایزهٔ شیر طلایی شد.